# Рябок індійський
Рябок індійський (Pterocles indicus) — вид птахів родини рябкових (Pteroclidae).

## Поширення
Вид поширений в Південній Азії. Трапляється в Індії та на півночі Пакистану.

## Спосіб життя
Живе на відкритих ділянках з кам'янистими ґрунтами, напівпосушливих ділянках на краях пустель, рівнинах без дерев. Поза сезоном розмноження трапляється численними зграями. Живиться насінням та ягодами, рідше травами, листям, бруньками, цвітом. Ковтає пісок та дрібні камінці, щоб покращити травлення. Утворює моногамну пару. Гніздо — неглибока ямка в ґрунті між травами або під кущем, вистелена шматочками висушеної рослинності. У гнізді два-три яйця. Обидві статі по черзі висиджують кладку (самець насиджує вночі, самиця вдень). Пташенята з батьками залишають гніздо через кілька годин після вилуплення. Приблизно за місяць пташенята оперяються і можуть літати.